# Liam Cunningham
Liam Cunningham (ur. 2 czerwca 1961 w Dublinie) – irlandzki aktor filmowy i telewizyjny.

## Życiorys
Urodził się w East Wall w obszarze Northside miasta Dublin. W wieku 15 lat porzucił naukę w szkole średniej, zaczął pracować jako elektryk. W latach 80. przez trzy lata mieszkał w Zimbabwe, gdzie praktykował w tym zawodzie w parku safari. Po powrocie do Irlandii zajął się aktorstwem. Zaczął grać w lokalnych teatrach. W filmie debiutował w 1992 niewielką rolą w produkcji Into the West. Od tego czasu zaczął regularnie grać w filmach kinowych, a także w serialach telewizyjnych. Pierwszą większą rolę otrzymał w dramacie Więzy miłości z 1996. Popularność przyniosła mu rola kapitana Ryana w horrorze Dog Soldiers (2002). W 2006 wcielił się w postać Dana w filmie Wiatr buszujący w jęczmieniu. W 2007 za występ w tej produkcji otrzymał główną irlandzką nagrodę filmową IFTA dla aktora drugoplanowego w filmie. W 2012 pojawił się w drugim sezonie serialu HBO Gra o tron jako Davos Seaworth.

## Filmografia
- 1992: Into the West
- 1994: Wojna guzików
- 1995: Mała księżniczka
- 1995: Rycerz króla Artura
- 1996: Więzy miłości
- 1998: Wszystko przez tancerza
- 1999: Obywatel Welles
- 2000: When the Sky Falls
- 2001: Attila
- 2001: Klucz do apokalipsy
- 2002: Mystics
- 2002: Stranded
- 2002: Dog Soldiers
- 2002: The Abduction Club
- 2004: Il caraio
- 2004: Messiah: The Promise
- 2005: Śniadanie na Plutonie
- 2006: Murphy’s Law
- 2006: Wiatr buszujący w jęczmieniu
- 2007: Opactwo Northanger
- 2008: The Escapist
- 2008: Głód
- 2008: Mumia: Grobowiec cesarza smoka
- 2009: Krew: Ostatni wampir
- 2009: Harry Brown
- 2009: The Tournament
- 2010: Centurion
- 2010: Starcie tytanów
- 2010: The Whistleblower
- 2011: Camelot
- 2011: The Guard
- 2011: Czas wojny
- 2012: Gra o tron
- 2012: Safe House
- 2024: Problem trzech ciał[2]